# Song Xiaoyun
Song Xiaoyun (宋曉雲T, 宋晓云S, Sòng XiǎoyúnP; Anshan, 11 dicembre 1982) è un'ex cestista cinese.

## Carriera
Con la Cina ha disputato tre edizioni dei Giochi olimpici e due dei Mondiali.